# Panamá (Goiás)
Panamá es un municipio brasileño del estado de Goiás. Su población, estimada en 2014 por el Instituto Brasileño de Geografía y Estadística (IBGE), era de 10.675 habitantes. Tiene un área de 433,759 km². Pertenece a la Mesorregión Sul Goiano y a la Microrregión de Meia Ponte.